# فرانک مریل
فرانک مریل (انگلیسی: Frank Merrill؛ ۲۱ مارس ۱۸۹۳ – ۱۲ فوریه ۱۹۶۶) یک قهرمان ژیمناستیک، افسر پلیس، بدل‌کار و هنرپیشه اهل ایالات متحده آمریکا بود.
او ششمین بازیگری است که در نقش تارزان ظاهر شده است. پیش از بازی در نقش تارزان، او بدل‌کارِ اولین تارزان سینما، «المو لینکلن» بود.
از فیلم‌هایی که وی در آن‌ها نقش داشته است، می‌توان به تارزان نیرومند و تارزان ملقب به ببر اشاره نمود.